# Сан-Фруїтос-да-Бажас
Сан-Фруїто́с-да-Ба́жас (кат. Sant Fruitós de Bages) — муніципалітет, розташований в Автономній області Каталонія, в Іспанії. Код муніципалітету за номенклатурою Інституту статистики Каталонії — 82135. Знаходиться у районі (кумарці) Бажас (коди району — 07 та BG) провінції Барселона, згідно з новою адміністративною реформою перебуватиме у складі Баґарії (округи) Центральна Каталонія.

## Населення
Населення міста (у 2007 р.) становить 7.448 осіб (з них менше 14 років — 17 %, від 15 до 64 — 70,4 %, понад 65 років — 12,7 %). У 2006 р. народжуваність склала 101 особа, смертність — 47 осіб, зареєстровано 53 шлюби. У 2001 р. активне населення становило 3.141 особа, з них безробітних — 217 осіб.

Серед осіб, які проживали на території міста у 2001 р., 4.618 народилися в Каталонії (з них 3.747 осіб у тому самому районі, або кумарці), 1.112 осіб приїхало з інших областей Іспанії, а 206 осіб приїхало з-за кордону. 

Університетську освіту має 11,7 % усього населення. 

У 2001 р. нараховувалося 2.017 домогосподарств (з них 13,6 % складалися з однієї особи, 26,4 % з двох осіб,26,6 % з 3 осіб, 23,8 % з 4 осіб, 6,6 % з 5 осіб, 2,1 % з 6 осіб, 0,5 % з 7 осіб, 0,1 % з 8 осіб і 0,1 % з 9 і більше осіб).

Активне населення міста у 2001 р. працювало у таких сферах діяльності : у сільському господарстві — 1,2 %, у промисловості — 34,6 %, на будівництві — 10,9 % і у сфері обслуговування — 53,2 %. 

 У муніципалітеті або у власному районі (кумарці) працює 4.737 осіб, поза районом — 1.756 осіб.

### Доходи населення
У 2002 р. доходи населення розподілялися таким чином :
| \| Доходи населення за статтями доходів \| Доходи населення за статтями доходів \| Доходи населення за статтями доходів \| \| Рік \| 2002 р. \| 2001 р. \| \| ------------------------------------ \| ------------------------------------ \| ------------------------------------ \| \| Заробітна платня \| 57,3 % \| 60,8 % \| \| Доходи від ведення бізнесу \| 29,8 % \| 26,5 % \| \| Соціальна допомога \| 12,9 % \| 12,7 % \| |         |         |
| Доходи населення за статтями доходів |         |         |
| Рік | 2002 р. | 2001 р. |
| Заробітна платня | 57,3 %  | 60,8 %  |
| Доходи від ведення бізнесу | 29,8 %  | 26,5 %  |
| Соціальна допомога | 12,9 %  | 12,7 %  |

### Безробіття
У 2007 р. нараховувалося 259 безробітних (у 2006 р. — 296 безробітних), з них чоловіки становили 35,5 %, а жінки — 64,5 %.

## Економіка
У 1996 р. валовий внутрішній продукт розподілявся по сферах діяльності таким чином :
| \| Валовий внутрішній продукт \| Валовий внутрішній продукт \| Валовий внутрішній продукт \| \| Рік \| 1996 р. \| 1991 р. \| \| -------------------------- \| -------------------------- \| -------------------------- \| \| Сільське господарство \| 1,6 % \| 1,3 % \| \| Промисловість \| 51,3 % \| 66,2 % \| \| Будівництво \| 5,5 % \| 5,1 % \| \| Послуги \| 41,7 % \| 27,4 % \| |         |         |
| Валовий внутрішній продукт |         |         |
| Рік | 1996 р. | 1991 р. |
| Сільське господарство | 1,6 %   | 1,3 %   |
| Промисловість | 51,3 %  | 66,2 %  |
| Будівництво | 5,5 %   | 5,1 %   |
| Послуги | 41,7 %  | 27,4 %  |

### Підприємства міста

#### Промислові підприємства
| \| Промислові підприємства міста, за сферою діяльності \| Промислові підприємства міста, за сферою діяльності \| Промислові підприємства міста, за сферою діяльності \| \| Рік \| 2002 р. \| 2001 р. \| \| --------------------------------------------------- \| --------------------------------------------------- \| --------------------------------------------------- \| \| Енергетичні та водні ресурси \| 1,7 % \| 1,6 % \| \| Хімія та метали \| 3,9 % \| 3,8 % \| \| Переробка металів \| 49,2 % \| 47,8 % \| \| Продукти харчування \| 11,2 % \| 12,4 % \| \| Текстиль \| 13,4 % \| 14 % \| \| Виробництво меблів, видання \| 15,6 % \| 16,1 % \| \| Інше \| 5 % \| 4,3 % \| \| Усього підприємств \| 179 \| 186 \| |         |         |
| Промислові підприємства міста, за сферою діяльності |         |         |
| Рік | 2002 р. | 2001 р. |
| Енергетичні та водні ресурси | 1,7 %   | 1,6 %   |
| Хімія та метали | 3,9 %   | 3,8 %   |
| Переробка металів | 49,2 %  | 47,8 %  |
| Продукти харчування | 11,2 %  | 12,4 %  |
| Текстиль | 13,4 %  | 14 %    |
| Виробництво меблів, видання | 15,6 %  | 16,1 %  |
| Інше | 5 %     | 4,3 %   |
| Усього підприємств | 179     | 186     |

#### Роздрібна торгівля
| \| Підприємства роздрібної торгівлі міста, за сферою діяльності \| Підприємства роздрібної торгівлі міста, за сферою діяльності \| Підприємства роздрібної торгівлі міста, за сферою діяльності \| \| Рік \| 2002 р. \| 2001 р. \| \| ------------------------------------------------------------ \| ------------------------------------------------------------ \| ------------------------------------------------------------ \| \| Продукти харчування \| 19,8 % \| 20,4 % \| \| Одяг та взуття \| 16,2 % \| 15,7 % \| \| Товари для дому \| 21,6 % \| 20,4 % \| \| Книги та періодичні видання \| 1,8 % \| 1,9 % \| \| Промислова хімічна продукція \| 10,8 % \| 10,2 % \| \| Продукція, пов'язана з транспортними засобами \| 3,6 % \| 3,7 % \| \| Інше \| 26,1 % \| 27,8 % \| \| Усього підприємств \| 111 \| 108 \| |         |         |
| Підприємства роздрібної торгівлі міста, за сферою діяльності |         |         |
| Рік | 2002 р. | 2001 р. |
| Продукти харчування | 19,8 %  | 20,4 %  |
| Одяг та взуття | 16,2 %  | 15,7 %  |
| Товари для дому | 21,6 %  | 20,4 %  |
| Книги та періодичні видання | 1,8 %   | 1,9 %   |
| Промислова хімічна продукція | 10,8 %  | 10,2 %  |
| Продукція, пов'язана з транспортними засобами | 3,6 %   | 3,7 %   |
| Інше | 26,1 %  | 27,8 %  |
| Усього підприємств | 111     | 108     |

#### Сфера послуг
| \| Підприємства міста, що працюють у сфері послуг, за діяльністю \| Підприємства міста, що працюють у сфері послуг, за діяльністю \| Підприємства міста, що працюють у сфері послуг, за діяльністю \| \| Рік \| 2002 р. \| 2001 р. \| \| ------------------------------------------------------------- \| ------------------------------------------------------------- \| ------------------------------------------------------------- \| \| Гуртова торгівля \| 22,6 % \| 22,8 % \| \| Готелі та готельний бізнес \| 12,7 % \| 13,4 % \| \| Транспорт та зв'язок \| 20,4 % \| 20,5 % \| \| Посередницькі фінансові послуги \| 2,5 % \| 2,3 % \| \| Послуги підприємствам \| 6,2 % \| 5,7 % \| \| Послуги фізичним особам \| 20,4 % \| 20,5 % \| \| Нерухомість та ін. \| 15,2 % \| 14,8 % \| \| Усього підприємств \| 323 \| 298 \| |         |         |
| Підприємства міста, що працюють у сфері послуг, за діяльністю |         |         |
| Рік | 2002 р. | 2001 р. |
| Гуртова торгівля | 22,6 %  | 22,8 %  |
| Готелі та готельний бізнес | 12,7 %  | 13,4 %  |
| Транспорт та зв'язок | 20,4 %  | 20,5 %  |
| Посередницькі фінансові послуги | 2,5 %   | 2,3 %   |
| Послуги підприємствам | 6,2 %   | 5,7 %   |
| Послуги фізичним особам | 20,4 %  | 20,5 %  |
| Нерухомість та ін. | 15,2 %  | 14,8 %  |
| Усього підприємств | 323     | 298     |

## Житловий фонд
У 2001 р. 2,7 % усіх родин (домогосподарств) мали житло метражем до 59 м2, 35 % — від 60 до 89 м2, 29,9 % — від 90 до 119 м2 і
32,4 % — понад 120 м2.

З усіх будівель у 2001 р. 37,2 % було одноповерховими, 43,9 % — двоповерховими, 12,8
% — триповерховими, 5,6 % — чотириповерховими, 0,5 % — п'ятиповерховими, 0 % — шестиповерховими,
0 % — семиповерховими, 0 % — з вісьмома та більше поверхами.

## Автопарк
| \| Автомобілі, зареєстровані у місті, за призначенням \| Автомобілі, зареєстровані у місті, за призначенням \| Автомобілі, зареєстровані у місті, за призначенням \| \| Рік \| 2006 р. \| 2005 р. \| \| -------------------------------------------------- \| -------------------------------------------------- \| -------------------------------------------------- \| \| Приватні автомобілі \| 64,3 % \| 65,4 % \| \| Мотоцикли \| 8,6 % \| 7,9 % \| \| Вантажівки \| 21,3 % \| 21 % \| \| Трактори \| 1 % \| 0,9 % \| \| Автобуси та ін. \| 4,9 % \| 4,9 % \| \| Усього автомобілів \| 6.361 шт. \| 6.167 шт. \| |           |           |
| Автомобілі, зареєстровані у місті, за призначенням |           |           |
| Рік | 2006 р.   | 2005 р.   |
| Приватні автомобілі | 64,3 %    | 65,4 %    |
| Мотоцикли | 8,6 %     | 7,9 %     |
| Вантажівки | 21,3 %    | 21 %      |
| Трактори | 1 %       | 0,9 %     |
| Автобуси та ін. | 4,9 %     | 4,9 %     |
| Усього автомобілів | 6.361 шт. | 6.167 шт. |

## Вживання каталанської мови
У 2001 р. каталанську мову у місті розуміли 97,6 % усього населення (у 1996 р. — 97,8 %), вміли говорити нею 84,7 % (у 1996 р. -
87,8 %), вміли читати 83,6 % (у 1996 р. — 85,7 %), вміли писати 65,6
% (у 1996 р. — 71,4 %). Не розуміли каталанської мови 2,4 %.

## Політичні уподобання
У виборах до Парламенту Каталонії у 2006 р. взяло участь 3.123 особи (у 2003 р. — 3.276 осіб). Голоси за політичні сили розподілилися таким чином:
| \| Вибори до Парламенту Каталонії \| Вибори до Парламенту Каталонії \| Вибори до Парламенту Каталонії \| \| Рік \| 2006 р. \| 2003 р. \| \| -------------------------------------- \| ------------------------------ \| ------------------------------ \| \| Конвергенція та Єднання (CiU) \| 44,2 % \| 43,8 % \| \| Соціалістична партія Каталонії (PSC) \| 20,1 % \| 22,9 % \| \| Народна партія (PP) \| 6,2 % \| 6,3 % \| \| Ініціатива за зелену Каталонію (IC) \| 7,1 % \| 4,1 % \| \| Республіканська лівиця Каталонії (ERC) \| 18,8 % \| 21,8 % \| \| Громадянська партія (C's) \| 1,4 % \| 0 % \| \| Інші \| 2,2 % \| 1 % \| |         |         |
| Вибори до Парламенту Каталонії |         |         |
| Рік | 2006 р. | 2003 р. |
| Конвергенція та Єднання (CiU) | 44,2 %  | 43,8 %  |
| Соціалістична партія Каталонії (PSC) | 20,1 %  | 22,9 %  |
| Народна партія (PP) | 6,2 %   | 6,3 %   |
| Ініціатива за зелену Каталонію (IC) | 7,1 %   | 4,1 %   |
| Республіканська лівиця Каталонії (ERC) | 18,8 %  | 21,8 %  |
| Громадянська партія (C's) | 1,4 %   | 0 %     |
| Інші | 2,2 %   | 1 %     |

У муніципальних виборах у 2007 р. взяло участь 2.707 осіб (у 2003 р. — 2.989 осіб). Голоси за політичні сили розподілилися таким чином:
| \| Муніципальні вибори \| Муніципальні вибори \| Муніципальні вибори \| \| Рік \| 2007 р. \| 2003 р. \| \| -------------------------------------- \| ------------------- \| ------------------- \| \| Конвергенція та Єднання (CiU) \| 45,1 % \| 54,7 % \| \| Соціалістична партія Каталонії (PSC) \| 19,1 % \| 16,8 % \| \| Народна партія (PP) \| 4,2 % \| 3,7 % \| \| Ініціатива за зелену Каталонію (IC) \| 6,8 % \| 0 % \| \| Республіканська лівиця Каталонії (ERC) \| 24,7 % \| 24,8 % \| \| Громадянська партія (C's) \| 0 % \| 0 % \| \| Інші \| 0 % \| 0 % \| |         |         |
| Муніципальні вибори |         |         |
| Рік | 2007 р. | 2003 р. |
| Конвергенція та Єднання (CiU) | 45,1 %  | 54,7 %  |
| Соціалістична партія Каталонії (PSC) | 19,1 %  | 16,8 %  |
| Народна партія (PP) | 4,2 %   | 3,7 %   |
| Ініціатива за зелену Каталонію (IC) | 6,8 %   | 0 %     |
| Республіканська лівиця Каталонії (ERC) | 24,7 %  | 24,8 %  |
| Громадянська партія (C's) | 0 %     | 0 %     |
| Інші | 0 %     | 0 %     |